# Хутан
Хутан (тадж. Ҷамоати деҳоти Хутан) — сельская община (джамоат) в составе Фархорского района Хатлонской области Республики Таджикистан.
Название до 2021 года — Галаба.
Административный центр — село Маргзор.
Население — 8508 чел. (2011; 8642 в 2010, 8749 в 2009).
В состав джамоата входят 5 сёл:
| Населенный пункт       | Старое название | Население, чел. (2009) | Население, чел. (2010) | Население, чел. (2017) |
| ---------------------- | --------------- | ---------------------- | ---------------------- | ---------------------- |
| 5-летие Таджикистана   |                 | 752                    | 744                    | 872                    |
| Вахдат                 | Кизилтеппа      | 835                    | 826                    | 1122                   |
| имени Нурмата Сафарова | Кизилсу         | 2421                   | 2397                   | 3270                   |
| Маргзор                | Мехнатобод      | 2396                   | 2379                   | 2951                   |
| Сурхоб                 |                 | 2335                   | 2305                   | 3044                   |